# Cerodirphia brunnea
Cerodirphia brunnea är en fjärilsart som beskrevs av Max Wilhelm Karl Draudt 1930. Cerodirphia brunnea ingår i släktet Cerodirphia och familjen påfågelsspinnare. Inga underarter finns listade i Catalogue of Life.